# Ivor Bueb
Ivor Bueb, född 6 juni 1923 i East Ham, London, död 1 augusti 1959 i Clermont-Ferrand, Frankrike, var en brittisk racerförare.

## Racingkarriär
Buebs karriär startade i formel 3 för Cooper. Han körde sex formel 1-lopp mellan 1957 och 1959.
Bueb hade större framgång i sportvagnsracing och vann Le Mans 24-timmars två gånger, 1955 och 1957 med  Jaguar D-Type.
Bueb förolyckades i en formel 2-bil på Circuit de Charade 1959.

## F1-karriär
| Säsong | Stall/Tillverkare                                                   | Poäng | Placering |
| ------ | ------------------------------------------------------------------- | ----- | --------- |
| 1957   | Connaught Engineering Gilby Engineering (Maserati)                  | 0     | -         |
| 1958   | Bernie Ecclestone (Connaught Engineering) Ecurie Demi Litre (Lotus) | 0     | -         |
| 1959   | R R C Walker Racing Team (Cooper)                                   | 0     | -         |